# VPS36
VPS36‏ (Vacuolar protein sorting 36 homolog) هوَ بروتين يُشَفر بواسطة جين VPS36 في الإنسان.